# Природні горючі гази

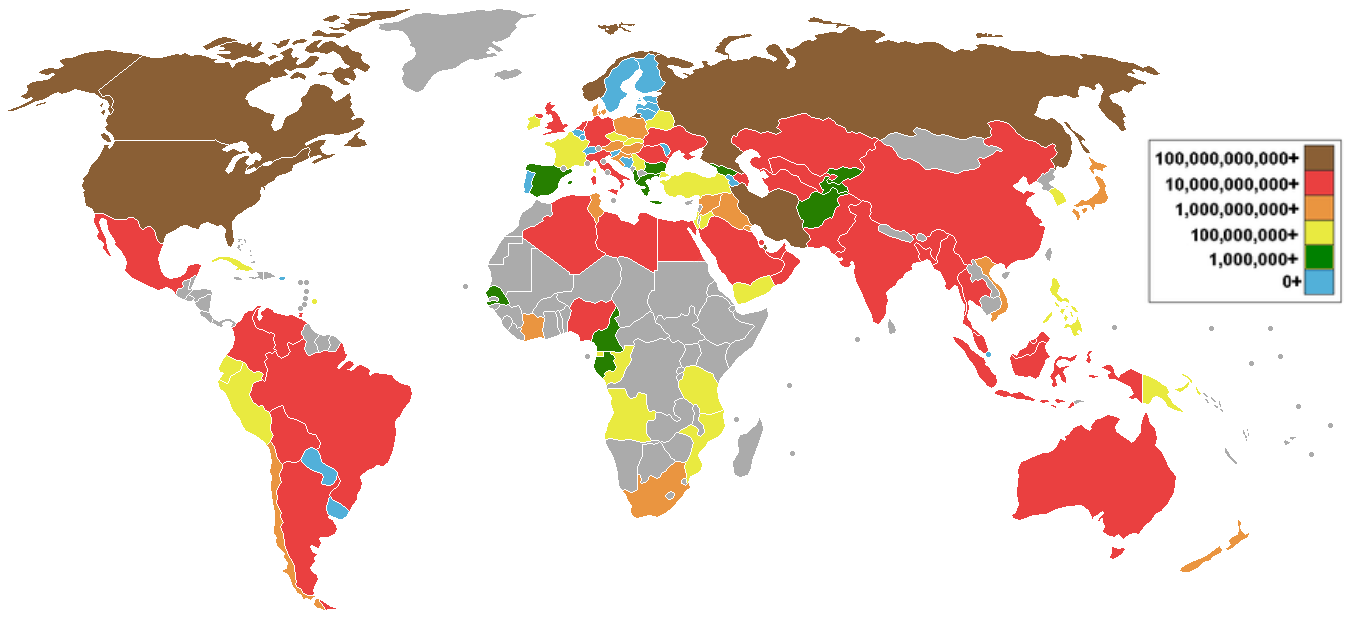
Виробники природного газу (країни позначені коричневим та червоним кольорами є найбільшими виробниками природного газу)

Гази природні горючі (рос.газы природные горючие, англ. combustible natural gases; нім. natürliche Brenngase n pl) — суміші газів земної кори — вуглеводні метанового ряду і невуглеводневих компонентів — здатних горіти.

## Поширення
Зустрічаються в осадовому чохлі земної кори у вигляді вільних скупчень, а також у розчиненому (в нафті і пластових водах), розсіяному (сорбовані породами) і твердому (в газогідратних покладах) станах.

## Склад
Природні горючі гази являють собою суміш газоподібних сполук і елементів, таких, як вуглеводні парафінового ряду від СН4 до С5Н12, СО2, N2, H2, CO, SO2 і рідкісних газів — аргону, ксенону, неону, криптону, гелію.
Найчастіше вони представлені метаном (вміст до 85–90 %), етаном, пропаном, бутаном і пентаном (сумарний вміст 0,1–20 %), а також парами легких рідких вуглеводнів.
Вуглеводні, важчі від пентану, наявні в основному в газах нафтових і газоконденсатних родовищ. Теплотворна здатність 32,7 МДж/м³.
Невуглеводневі компоненти представлені головним чином азотом, вуглекислим газом, водяними парами, сполуками сірки (сірководень, меркаптани, сірчистий оксид вуглецю тощо), гелієм, аргоном, зустрічаються водень, ртуть, пари летких жирних кислот.
Вміст вуглекислого газу змінюється від часток відсотка до 10–15 %, часом більше, наприклад, в Астраханському родовищі концентрація СО2 22 %. Концентрація азоту в природних горючих газах зазвичай не перевищує 10 % (часто 2–3 %), в газах окремих нафтогазоносних басейнів його вміст може сягати 30–50 % (наприклад, у Волго-Уральському) і більше; відомі родовища з переважним вмістом азоту (Чу-Сарисуйська газоносна область: Амангельдинське родовище — 80 % N2 і 16 % CH4; Учаральське родовище 99 % N2).
Кількість сірководню зазвичай не перевищує 2–3 %, як виняток відомі газові поклади із вмістом сірководню 15–20 % і більше (Астраханське родовище — 22,5 %). Концентрації гелію переважно складають соті і тисячні частки відсотка; в США і Канаді є родовища із вмістом гелію 5–8 % (Ратлснейк — 7,6 %; Модл-Дом — 7,2 %).

## Класифікація
Різні шляхи генезису і різний склад утруднюють класифікацію природних горючих газів. Так, наприклад, класифікація К. П. Кофанова не об'єднує всі природні гази, а торкається тільки вуглеводневої їх частини. Автор підрозділяє всі поклади газів за вмістом в них етану і пропану на такі групи:
- 1) етан-пропанова (С2>С4);
- 2) пропан-етанова (С4>С2);
- 3) змішана, що характеризується однаковими або близькими співвідношеннями С2 і С4.

Перша група найбільш поширена і зустрічається у всіх видах покладів «сухих» газових, газонафтових і газоконденсатних родовищ. Друга група властива тільки газоконденсатним покладам. Третя — змішана — поширена менше і зустрічається як в нафтових, так і в газових родовищах.
Генетична класифікація природних газів, зокрема вуглеводневих, будується авторами залежно від їх погляду на походження нафти і газу. Тому будь-яка генетична класифікація є суб'єктивною.
Дж. Амікс і ін. виділяють 5 різновидів пластових флюїдів (за фазовим станом).
- 1. «Сухий газ», який характеризується відсутністю в сепараторі рідини, що конденсується.
- 2. «Жирний газ» з газовим чинником 10 000–18 000 м³/м³ рідиною густиною менше 0,74 г/см³.
- 3. «Конденсатний газ» з газовим чинником від 1400 до 12 500 м³/м³ і рідиною густиною між 0,78 і 0,74 г/см³.
- 4. «Нафта з високою усадкою» з газовим чинником від 180 до 1400 м³/м³ і густиною 0,74–0,80 г/см³.
- 5. «Нафта з низькою усадкою» з газовим чинником менше 180 м³/м³ і густиною більше 0,80 г/см³.

«Сухий газ» складається в переважній більшості випадків з метану з домішкою етану і дуже невеликої кількості важких вуглеводневих газів. Азотно-метанові і азотні гази також можна віднести до цієї групи. Рідка фаза в «сухих газах» може утворитися тільки за рахунок конденсації водяної пари, оскільки «сухий газ» може містити воду. Єдиним виключенням є скупчення азотних газів які потрапляють в групу «сухий газ». «Жирний газ» містить набагато більше важких вуглеводнів, ніж «сухий газ». Тому при збереженні пластової температури цей флюїд знаходиться в однофазному газоподібному стані. Термін «жирний газ» виник у зв'язку з тим, що умови, існуючі в сепараторі, відповідають для цього флюїду двофазній області і в сепараторі конденсується рідка вуглеводнева фаза. При природній міграції флюїду, у випадку попадання його в пласти неглибокого залягання, «жирний газ» може утворити рідку вуглеводневу фазу.
Таким чином, «жирні гази» є проміжною ланкою між «сухими» і «конденсатними газами». З «сухими газами» їх зближує неможливість утворення рідкої фази в системі при температурі пласта, з «конденсатними» — поява рідкої фази в сепараторі і можливість її появи в надрах Землі в процесі субвертикальної міграції флюїду або здіймання товщі при тектонічних переміщеннях.
«Конденсатний газ» в порівнянні з «жирним» містить більше важких компонентів; кількість рідини, що виділяється в сепараторі на 1 м³ газу, і її густина також збільшуються.
Головна різниця між «конденсатним газом» та «сухим» і «жирним» — це можливість ретроградної ізотермічної конденсації в пластових умовах.

## Характеристики
Факторами, які визначають вологість газу, є тиск, температура, склад, а також кількість солей, розчинених у воді, яка контактує з даним газом. Чим більше в природному горючому газі важких вуглеводнів і азоту, тим нижча його вологість. Наявність сірководню і вуглекислого газу збільшує його вологість. При промисловій обробці, транспортуванні і переробці природного горючого газу наявність пари води в них зумовлює утворення конденсату водяної пари і льодяних пробок, що ускладнює експлуатацію газопроводів і апаратів.
Наявність вологи в газах при підвищеному тиску і зниженій температурі зумовлює утворення і відкладання в газопроводах і технологічних апаратах гідратів вуглеводневих газів. Для видалення вологи з газів використовують різні фізичні і фізико-хімічні методи осушування газів.

## Походження
Станом на початок ХХІ ст. походження природних горючих газів пояснюється органічною і неорганічною теоріями походження вуглеводнів. Згідно з першою теорією газоподібні вуглеводні ґенеруються, головним чином в процесі перетворення гумусової і сапропелевої органічної речовини.
Згідно з неорганічною або абіогенною теорією, яка розвинута в основному на початку ХХІ ст., нафта і газ утворюються внаслідок синтезу з вуглецю і водню в умовах високих температур і тиску глибинних зон земної кори. Формування газових покладів відбувається внаслідок міграції газу з материнських товщ і акумуляції їх в природних резервуарах.
На початку ХХІ ст. більшість вчених вважають, що в походженні природного газу задіяні обидва механізми — біогенний і абіогенний.

## Геологічні запаси
Переважна частина розвіданих запасів природного газу (понад 90 %) укладена в чисто газових або газоконденсатних родовищах. Розвідані запаси газу у світі — понад 80 трлн м³. З надр видобуто близько 50 трлн м³. Щорічно видобувається близько 2 трлн м³ газу.
За оцінками Світового енергетичного конгресу (1998) розвідані запаси газу складають в млрд т. умовного палива: світові 172,8; Європа — 6,5; Україна — 1,1.
За прогнозами «Римського клубу» вичерпання планетарних запасів природних горючих газів з урахуванням нових розвіданих ресурсів слід очікувати близько 2050 р. Усього у світі відомо більше 10 тис. газових родовищ, однак основні запаси газу зосереджені в невеликому числі унікальних (більше за 1 трлн м³) і найбільших (0,1-1,0 трлн м³) газових і газоконденсатних родовищ.
Аналіз розподілу початкових запасів газу по 180 найбільших родовищ світу показує, що в кайнозойських відкладах зосереджено 11 %, в мезозойських — 65,5 % і палеозойських 23,5 %. На глибині до 1000 м міститься 13,6% запасів газу, в інтервалі 1000-3000 м — 73,4 %, 3000-5000 м — 12,9 % і нижче за 5000 м — 1,1 %.
З піщаними колекторами пов'язано 76,3 % запасів, з карбонатними — 23,7 %. Глинистими покришками контролюється 65,7 % запасів газу, соленосними — 34,3 %. Переважна більшість запасів газу (91 %) зосереджена в пастках структурного типу.
На території України відкрито понад 120 родовищ природного горючого газу — у Придніпровсько-Донецькій і Передкарпатській нафтогазоносних областях та Причорномор'ї і акваторії Азовського моря.

## Застосування
Природні горючі гази — високоефективний енергоносій і цінна хімічна сировина. Вони дозволяють здійснювати принципово нові технологічні процеси — швидкісне конвекційне і радіаційне нагрівання, безпосереднє спалення в рідинах і розплавах, безокиснювальне нагрівання металів і т.і.
З них виробляють метанол, формальдегід, оцтову кислоту, ацетон і т. д. Природні горючі гази широко застосовують для отримання аміаку, спиртів, олефінових вуглеводнів, передусім етилену і пропілену, які в свою чергу є сировиною для пластичних мас, синтетичних каучуків, штучного волокна і т.і. Сірчисті природні гази використовують для отримання елементарної сірки.
У багатьох технологічних процесах дуже ефективна заміна електроенергії і пари продуктами згоряння природних горючих газів. Так, при заміні електроенергії коефіцієнт використання первинного палива зростає з 0,35 до 0,6–0,7. Застосування природних горючих газів скорочує питому витрату палива в доменному виробництві на 10 % (з підвищенням продуктивності на 2–4 %), в мартенівському виробництві на 5–7 % (з підвищенням продуктивності на 7–10 %), в процесах нагрівання металу на 2–5%, при виробництві метанолу на 8–10 %. Природні горючі гази дають змогу здійснити принципово нові технологічні процеси — швидкісне конвективне і радіаційне нагрівання, спалювання безпосередньо в рідинах і розплавах, безокислювальне нагрівання металів і т. д. Природні горючі гази — цінна хімічна сировина для виробництва метанолу, формальдегіду, оцтової кислоти, ацетону та інших органічних сполук. Конверсією киснем або водяною парою з метану (основного компонента природних горючих газів) отримують синтез-газ (СО+Н2), широко застосовуваний для отримання аміаку, спиртів та інших органічних продуктів; піролізом і дегідрогенізацією метану — ацетилен, сажу і водень.
Природні горючі гази застосовують також для отримання олефінових вуглеводнів, перш за все етилену і пропилену, які в свою чергу є сировиною для подальшого органічного синтезу. З них виробляють пластичні маси, синтетичні каучуки, штучні волокна та ін. Сірководневмісні гази використовують для отримання елементарної сірки.